# Richard Attwood
Richard James David Attwood, detto Dickie (Wolverhampton, 4 aprile 1940), è un ex pilota automobilistico britannico di Formula 1.

## Carriera
Dopo l'esordio nel mondo dell'automobilismo avvenuto nel 1960 a bordo di una Triumph TR3, passò alle monoposto gareggiando in Formula Tasman e in Formula 1 dalla stagione 1964.
In Formula 1 il suo miglior risultato fu al Gran Premio di Monaco del 1968 in cui si classificò al secondo posto, facendo anche segnare il giro più veloce in gara.
Negli stessi anni gareggiò anche con le vetture a ruote coperte raccogliendo buoni risultati, vincendo la 24 Ore di Le Mans del 1970 a bordo di una Porsche 917K con Hans Herrmann e classificandosi terzo alla Targa Florio nel 1971 a bordo di una Lola T212 con Joakim Bonnier.

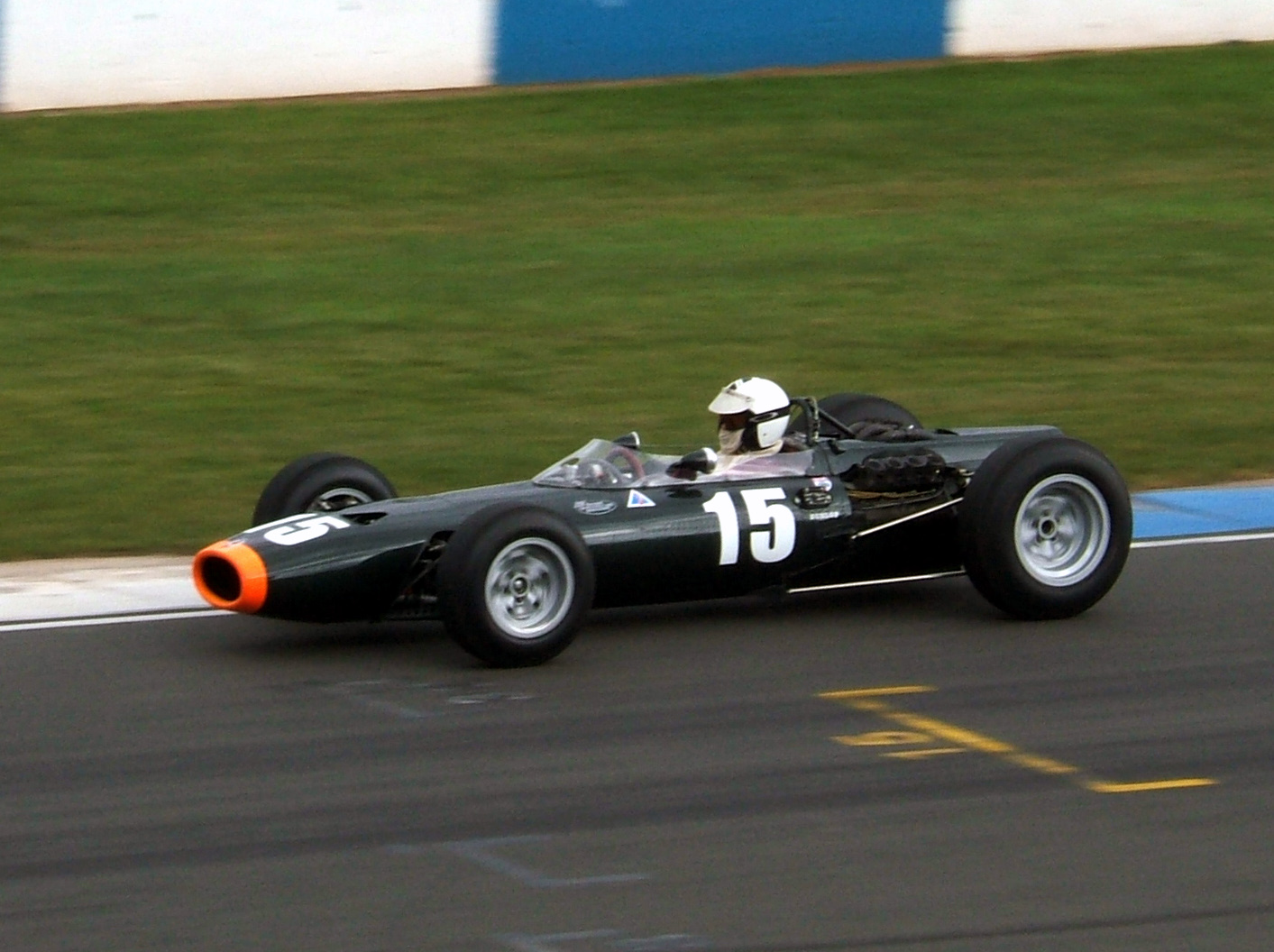
Attwood alla guida della BRM P261.

## Risultati in F1
| 1964 | Scuderia | Vettura |  |  |  |  |    |  |  |  |  |  |  |  | Punti | Pos. |
| ---- | -------- | ------- |  |  |  |  | -- |  |  |  |  |  |  |  | ----- | ---- |
| 1964 | BRM      | P67     |  |  |  |  | NP |  |  |  |  |  |  |  | 0     |      |

| 1965 | Scuderia | Vettura |  |     |    |  |    |    |     |   |    |   |  |  | Punti | Pos. |
| ---- | -------- | ------- |  | --- | -- |  | -- | -- | --- | - | -- | - |  |  | ----- | ---- |
| 1965 | Lotus    | 25      |  | Rit | 14 |  | 13 | 12 | Rit | 6 | 10 | 6 |  |  | 2     | 16º  |

| 1967 | Scuderia | Vettura |  |  |  |  |  |  |  |    |  |  |  |  | Punti | Pos. |
| ---- | -------- | ------- |  |  |  |  |  |  |  | -- |  |  |  |  | ----- | ---- |
| 1967 | Cooper   | T81B    |  |  |  |  |  |  |  | 10 |  |  |  |  | 0     |      |

| 1968 | Scuderia | Vettura |  |  |   |     |   |   |     |    |  |  |  |  | Punti | Pos. |
| ---- | -------- | ------- |  |  | - | --- | - | - | --- | -- |  |  |  |  | ----- | ---- |
| 1968 | BRM      | P126    |  |  | 2 | Rit | 7 | 7 | Rit | 14 |  |  |  |  | 6     | 13º  |

| 1969 | Scuderia      | Vettura   |  |  |   |  |  |  |   |  |  |  |  |  | Punti | Pos. |
| ---- | ------------- | --------- |  |  | - |  |  |  | - |  |  |  |  |  | ----- | ---- |
| 1969 | Lotus Brabham | 49B BT30D |  |  | 4 |  |  |  | 6 |  |  |  |  |  | 3     | 13º  |

| Legenda | 1º posto     | 2º posto | 3º posto    | A punti         | Senza punti/Non class.  | Grassetto – Pole position Corsivo – Giro più veloce |
| Legenda | Squalificato | Ritirato | Non partito | Non qualificato | Solo prove/Terzo pilota | Grassetto – Pole position Corsivo – Giro più veloce |